# ФК Конкордија
ХШК Конкордија је бивши фудбалски клуб из Загреба, Хрватска. Конкордија је био клуб са више спортских дисциплина основан у Загребу 1906. године. Будући да су оснивачи били средњошколци, клуб је основан као Средњошколски спортски клуб (до 1911).

## Историја клуба
До краја Првог светског рата фудбалски клуб је одиграо многобројне утакмице са домаћим и страним клубовима. Одмах након Првог светског рата чланови Конкордије су са члановима предратне ХСК Викторије обновили рад клуба под именом Конкордија-Викторија. Ово није дуго трајало, убрзо је враћено старо име Конкордија. 
Једна од најважнијих акција била је изградња игралишта на Тратинској путу (данашњи стадион у Крањчевићевој), тада највећег у Загребу, која је завршена 1921. године. Дотад је Конкордија наступала на средњошколском игралишту званом Елипса (данашње игралиште у Клаићевој). На игралишту Конкордије одиграна је 1931. прва утакмица под расветом (састале су се градске екипе Загреба и Мадрид а).
У саставу клуба осим фудбалске, деловале су и секције за мачевање, атлетике, скијање, хокеј на трави, тенис и стони тенис. Фудбалска селекције освојила је југословенска првенства 1930 и 1932 и првенство Хрватске 1942. До 1940. председници клуба били су Е. Росманитх (1906.-11.), Ј. Реберски, (1912.-22.), Р. Росманитх (1923.), М Пајнић (1924.), М. Боснић (1925.- 32.) и Л. Талер (1933.-40.). 
Најпознатији играчи били су: Павелић, Бабић, Ивица Белошевић, Звонко Јазбец, Фрањо Рупник, Бошко Симоновић,  Звонимир Монсидер, Павлетић, Кодрња и Мурадори. Од осталих спортиста најпознатији су били тенисер Пунчец и атлетичар Иво Буратовић. Клуб је деловао и за време НДХ, а 1945. преименован је у Зелени 1906..
НК Загреб је за свој трећи дрес одабрао зелену боју у част Конкордије на чијем стадиону наступа.

## Клупски успеси
- Прваци: 1930, 1932, 1942.

- 1940/41.: Трећи